# Шерлок Холмс при смерти
«Ше́рлок Холмс при́ смерти» (англ. The Adventure of the Dying Detective) — детективный рассказ известного английского писателя Артура Конан Дойла. Входит в сборник «Его прощальный поклон». Был написан и опубликован в 1913 году. На русский язык переведён В. К. Штенгелем.

## Сюжет
Миссис Хадсон сообщает доктору Ватсону, что его близкий друг Шерлок Холмс тяжело болен и находится при смерти. Потрясённый страшной вестью Ватсон немедленно устремляется на Бейкер-стрит и застаёт своего друга в серьёзном состоянии. Холмс запрещает Ватсону подходить к нему, заявляя, что его болезнь чрезвычайно заразна. Ватсон отвечает, что не может пренебречь своим врачебным долгом, но Холмс говорит Ватсону, что он всего лишь заурядный врач, чем глубоко оскорбляет его. Ватсон предлагает вызвать одного из лучших врачей Лондона, но Холмс отказывается, считая, что его болезнь тропической природы. Он заразился ей, общаясь с матросами в доках Ист-энда. Ватсон заявляет, что немедленно отправляется за знатоком тропической медицины доктором Энстри, но Холмс запирает дверь на ключ, попросив дать ему два часа.
В ожидании Ватсон замечает на полке странную коробочку из слоновой кости, но Холмс в ярости запрещает трогать её. У него начинается бред. Он просит привезти к нему некоего плантатора Кэлвертона Смита, который, проживая на Суматре, подробно исследовал эту болезнь; при этом он приказывает Ватсону приехать раньше Смита и отдельно от него. Выходя из дома, Ватсон встречает инспектора Мортона, который спрашивает про здоровье Шерлока Холмса. К удивлению Ватсона, инспектор с удовлетворением воспринимает ответ, что Холмс очень плох. Смит отказывается принять Ватсона, и тот врывается к нему в комнату. Услышав, что Холмс при смерти, Смит успокаивается и соглашается поехать к Холмсу. 
Холмс приказывает Ватсону спрятаться за кроватью и вступает в разговор со Смитом. Сыщик просит вылечить его. Взамен он обещает забыть о смерти молодого Сэвиджа, умершего в центре Лондона от редкой азиатской болезни, изучением которой занимается Смит. Торжествующий плантатор заставляет Шерлока вспомнить, как он заразился. При помощи подсказок Смита Холмс вспоминает, как получил по почте коробочку из слоновой кости, открыл её и оцарапался до крови пружиной, которая оттуда выскочила. Смит заявляет, что заберёт коробочку, а Холмс разделит судьбу Сэвиджа, поскольку он знает слишком много. Холмс просит добавить света. Явившийся на сигнал инспектор Мортон арестовывает Смита по обвинению в убийстве Виктора Сэвиджа и конфискует коробочку. Смит заявляет, что у Холмса нет свидетелей, но Холмс, оказавшийся на деле совершенно здоровым, представляет ему доктора Ватсона. Холмс рассказывает, что заподозрил Смита, который после смерти Сэвиджа получал права на наследство. Получив таинственную посылку, Холмс раскрыл её чудовищный секрет и решил поймать в ловушку преступника, сыграв роль умирающего. Ватсон же, благодаря обману,  естественно сыграл свою роль, пригласив Смита на Бейкер-стрит.